# Saint-Sébastien, Isère
Saint-Sébastien là một xã của tỉnh Isère, thuộc vùng Rhône-Alpes, đông nam nước Pháp.